# Vorța (Hunedoara)
Vorța [ˈwort͡sa] (deutsch Wartsdorf, ungarisch Vorca oder Várca) ist eine Gemeinde im Kreis Hunedoara in der Region Siebenbürgen in Rumänien.

## Geographische Lage

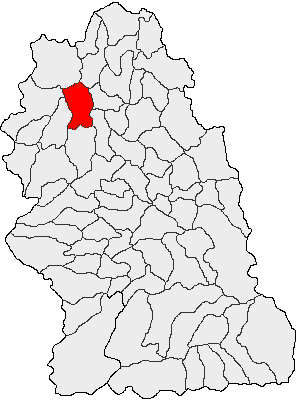
Lage der Gemeinde Vorța im Kreis Hunedoara

Die Gemeinde Vorța liegt in einer bergigen Landschaft im Osten des Siebenbürgischen Erzgebirges. In der Nordhälfte des Kreises Hunedoara an der Kreisstraße (drum județean) DJ 706 und am Sârbi – einem rechten Zufluss des Mureș (Mieresch) –, liegt die Streusiedlung Vorța etwa 40 Kilometer nordwestlich von der Kreishauptstadt Deva (Diemrich) entfernt. Die sechs eingemeindeten Dörfer sind meistens Streusiedlungen, und auf unbefestigten Wegen vom Gemeindezentrum zu erreichen.

## Geschichte
Der Ort Vorța wurde 1468 erstmals urkundlich erwähnt. Die Geschichte der Besiedlung der Region reicht jedoch weiter zurück. Funde auf dem Gebiet des eingemeindeten Dorfes Dumești (Dorndorf) deuten – nach Angaben von G. Téglás (1898) und M. Roska – bis in die Spätbronzezeit zurück.

## Bevölkerung
Bei der Volkszählung 1850 lebten auf dem Gebiet der heutigen Gemeinde 2856 Menschen. 2769 davon waren Rumänen und 87 waren Roma. Die höchste Einwohnerzahl (4169) – gleichzeitig die der Rumänen (4101) und die der Ungarn (56) – wurde 1910 erreicht. Die höchste Anzahl der Roma wurde 1850 und die der Deutschen (11) 1900 gezählt. Darüber hinaus bezeichneten sich 1910 zwei Einwohner als Slowaken und 1956 zwei Einwohner als Ukrainer. 2002 lebten in der Gemeinde Vorța noch 1082 Menschen, davon bezeichnete sich einer als Ungar die übrigen waren Rumänen.
2011 wurden in der Gemeinde Vorța, in 439 Haushalten 876 Menschen gezählt. Die Hauptbeschäftigung der Bevölkerung ist seit der Schließung des Bergbaus – nach der Revolution von 1989 – die Viehzucht, Land- und Forstwirtschaft.

## Sehenswürdigkeiten
- Die Holzkirchen in Vorța und in den eingemeindeten Dörfern Luncșoara (Langenthal), Valea Poienii (ungarisch Füzesdbogara) und in Visca (Wiesendorf), stehen alle nicht unter Denkmalschutz.

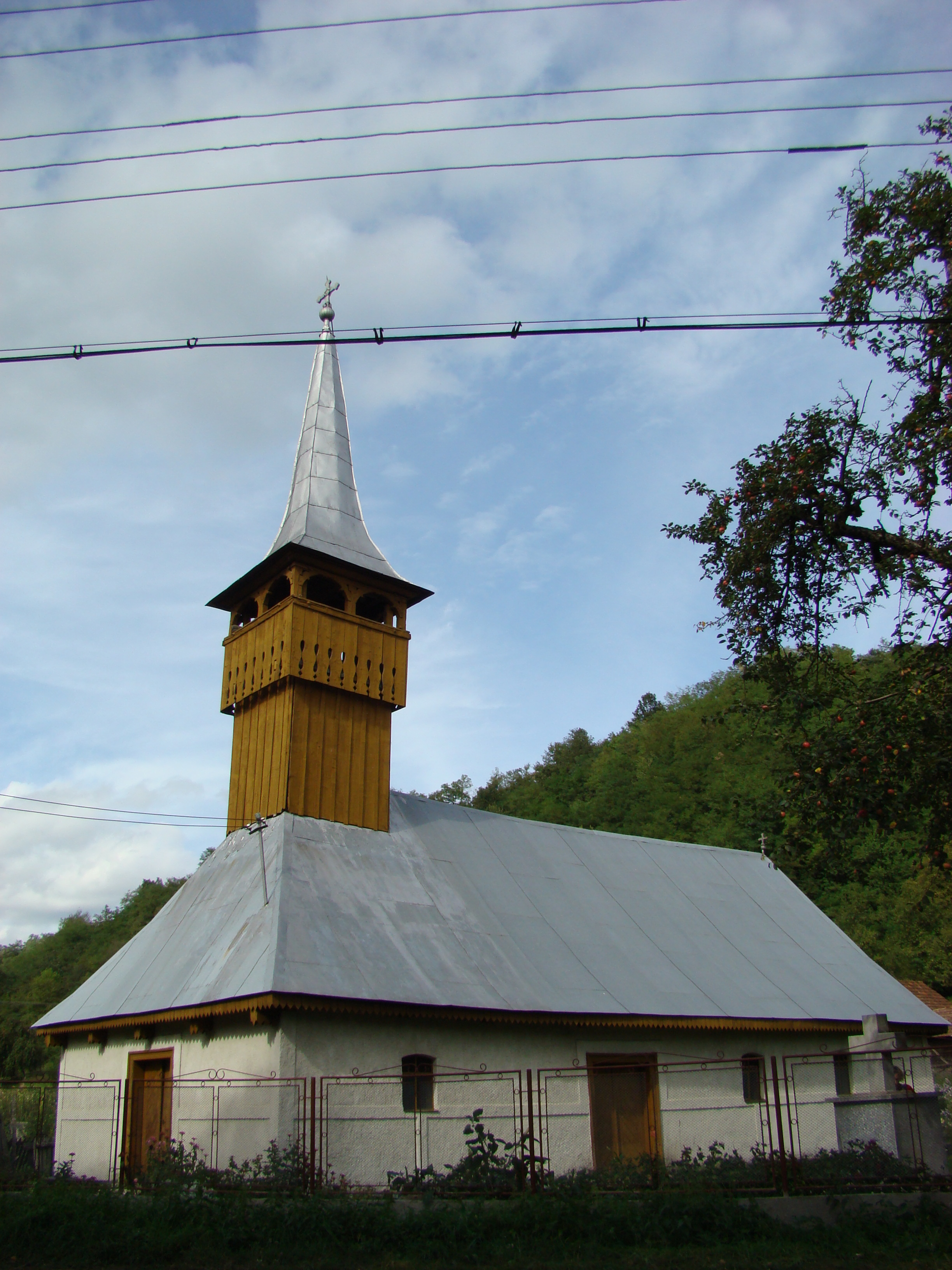
Holzkirche in Vorța
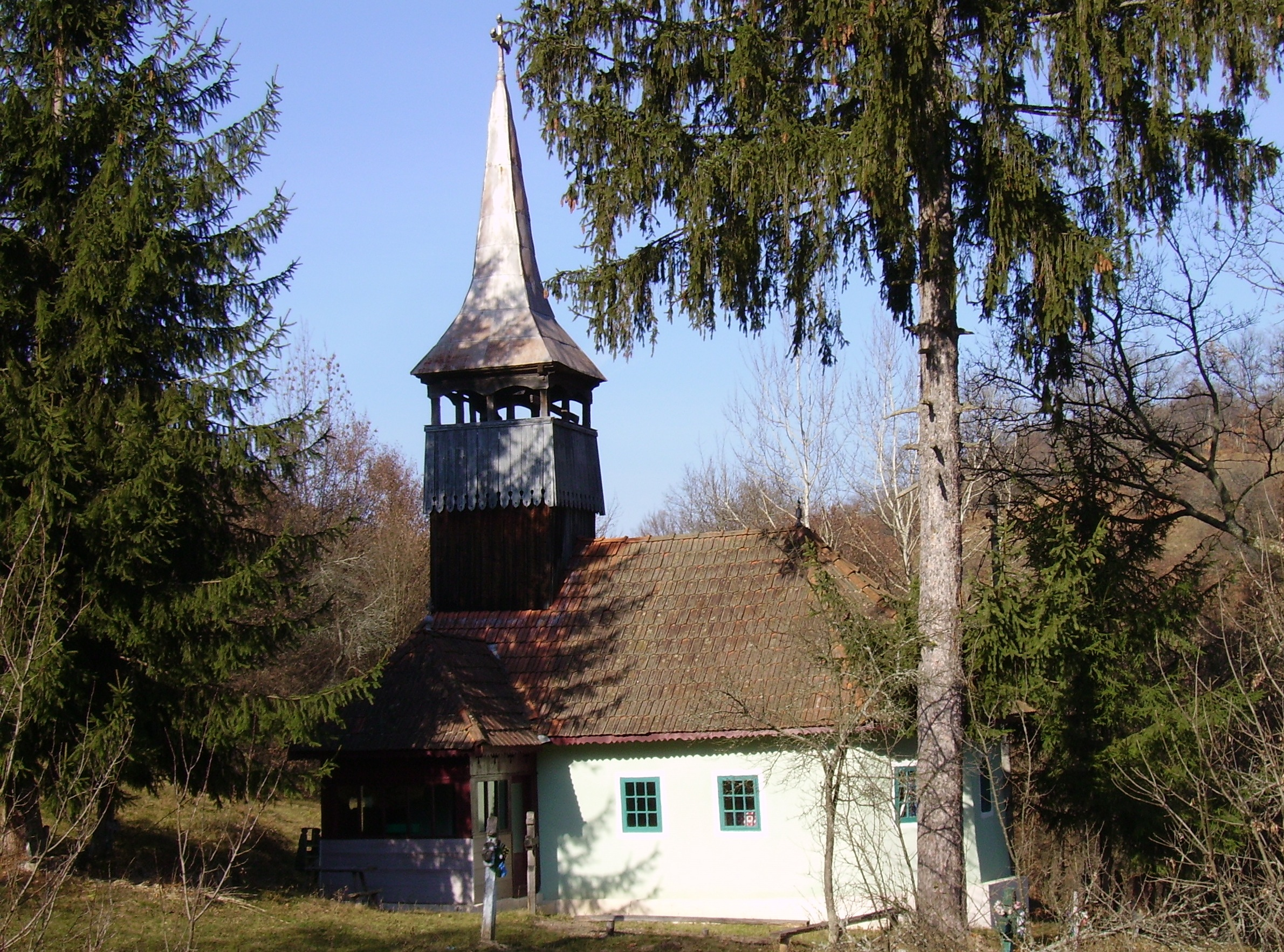
Holzkirche in Luncșoara
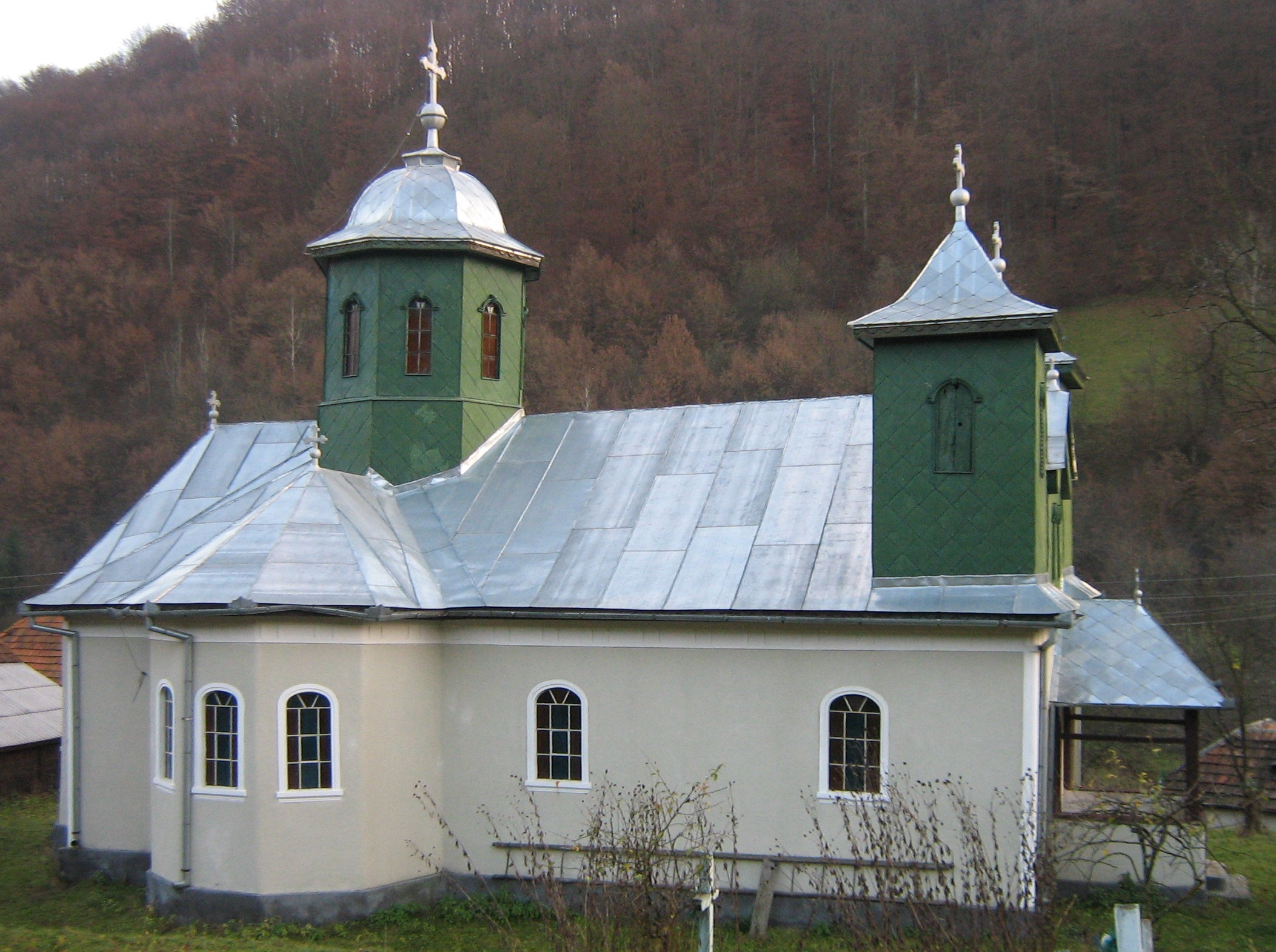
Holzkirche in Valea Poienii
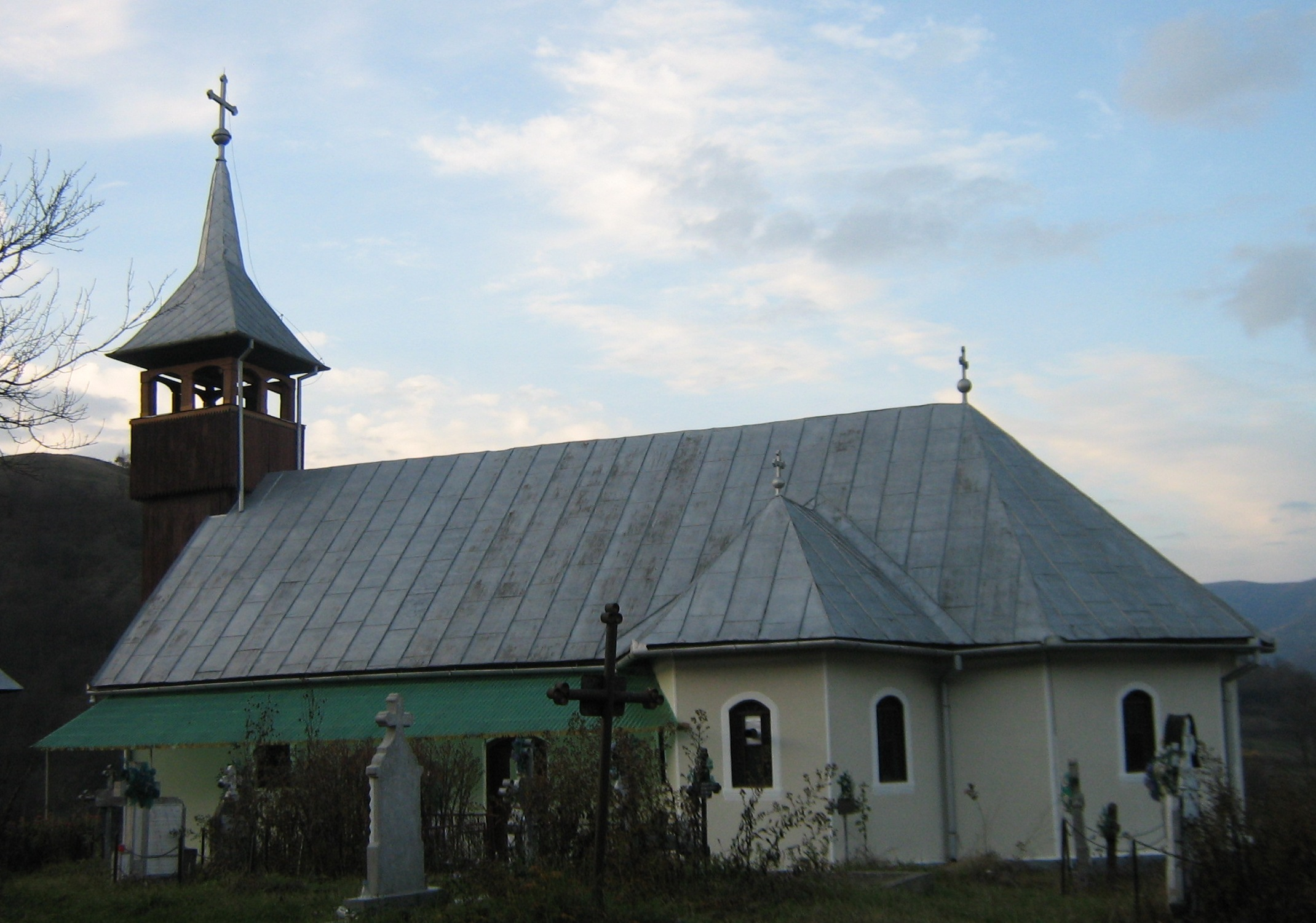
Holzkirche in Visca